# Marc Cosconi
Marc Cosconi (en llatí Marcus Cosconius) va ser un magistrat i militar romà del segle ii aC. Possiblement era net de Marc Cosconi el tribú militar. Formava part de la gens Coscònia, una gens romana d'origen plebeu. Va ser el primer de la seva família en ocupar una magistratura curul.
Va ser pretor l'any 135 aC. Va lluitar amb èxit contra els escordiscs a Tràcia.